# Alfons Zielonko
Alfons Zielonko (ur. 20 września 1907 w Białymstoku, zm. 31 grudnia 1999 w Warszawie) – polski architekt krajobrazu, projektant terenów zielonych.

## Życiorys
Syn Konstantego. Uczęszczał do Państwowej Średniej Szkoły Ogrodniczej w Wilnie, którą ukończył w 1927 i wyjechał do Katowic, gdzie pracował w Biurze Projektów Dyrekcji Ogrodów Miejskich. W 1933 powrócił do Wilna i został instruktorem, a następnie nauczycielem w szkole, którą pięć lat wcześniej ukończył. Naukę kontynuował w poznańskiej Państwowej Szkole Ogrodniczej, którą ukończył w 1936 uzyskując tytuł dyplomowanego ogrodnika. Rok później Ministerstwo Wyznań Religijnych i Oświecenia Publicznego przygotowało konkurs na organizację zagospodarowania przestrzennego Państwowej Szkoły Ogrodniczej w Ursynowie, Alfons Zielonko otrzymał I nagrodę, jego projekt został wybrany do realizacji. W związku z tym w 1937 przeprowadził się do Warszawy i podjął pracę wykładowcy ogrodnictwa ozdobnego w Państwowej Średniej Szkole Ogrodniczej.
Po wybuchu II wojny światowej został wicedyrektorem i nauczycielem w Szkole Ogrodniczej w Ursynowie oraz nauczycielem w Miejskiej Szkole Ogrodniczo-Rolniczej. Od 1941 zaangażował się w konspiracyjną działalność Szkoły Głównej Gospodarstwa Wiejskiego, gdzie wykładał na tajnych kompletach.
Po zakończeniu wojny nadal pełnił funkcję wicedyrektora, a następnie dyrektora ursynowskiego Państwowego Liceum Ogrodniczego. Równocześnie studiował na Wydziale Ogrodniczym Szkoły Głównej Gospodarstwa Wiejskiego, naukę ukończył w 1946 i pozostał na uczelni, jako pracownik naukowy. Od 1949 przez rok był zatrudniony w Pracowni Zieleni Zakładu Osiedli Robotniczych, należał do współorganizatorów Pracowni Zieleni Centralnego Biura Projektów Architektonicznych i Budownictwa. W 1950 został prodziekanem Wydziału Ogrodniczego i pełnił tę funkcję do 1953, kiedy to otrzymał funkcję prorektora Szkoły Głównej Gospodarstwa Wiejskiego i był nim do 1962 (a następnie od 1965 do 1969). Od 1950 pełnił funkcję zastępcy profesora, w 1954 uzyskał tytuł profesora nadzwyczajnego. W 1951 był współinicjatorem powstania Katedry Kształtowania i Zdobienia Krajobrazu, a trzy lata później z jego inicjatywy na Wydziale Ogrodniczym powołano Sekcję Kształtowania Terenów Zieleni (od 1970 jest to Instytut Kształtowania Terenów Zieleni i Ochrony Przyrody). Od 1953 należał do PZPR. Był także działaczem ZBoWiD oraz Frontu Jedności Narodu (w latach 1968–1983 członek Prezydium Stołecznego Komitetu FJN). Alfons Zielonko był dyrektorem Sekcji, a następnie Instytutu do przejścia na emeryturę w październiku 1977.
Zmarł w Warszawie, pochowany na nowym cmentarzu na Służewie (kwatera 81 grób nr 8).

## Działalność naukowa
Alfons Zielonko zajmował się problematyką planowania zieleni, pracował nad zasadami tworzenia normatywów i wskaźników stosowanych podczas kształtowania zieleni miejskiej. W uznaniu całokształtu dorobku naukowego uchwałą Senatu SGGW-AR z dnia 23 lutego 1987 Alfons Zielonko otrzymał tytuł doctora honoris causa. Do dorobku profesora należy 14 prac naukowo-badawczych, 74 prace popularnonaukowe, 54 recenzje prac naukowych oraz ponad 100 artykułów i felietonów związanych tematycznie z architekturą krajobrazu. Był założycielem i przez dwadzieścia lat redaktorem naczelnym miesięcznika „Ogród, Park, Krajobraz”, które z czasem zmieniło nazwę na „Ogrodnictwo”. Równolegle do pracy naukowo-dydaktycznej w SGGW Alfons Zielonko uczestniczył w pracach wielu organizacji zawodowych i społecznych. Należał do grona założycieli Stowarzyszenia Inżynierów i Techników Ogrodnictwa w Naczelnej Organizacji Technicznej, gdzie przez osiemnaście lat pełnił funkcję prezesa, prezesował również Polskiemu Towarzystwu Miłośników Róż. Był wiceprezesem Polskiego Związku Działkowców, należał do Stowarzyszenia Architektów Polskich, Towarzystwa Urbanistów Polskich, Sekcji Dendrologicznej Polskiego Towarzystwa Botanicznego, Sekcji Architektury Krajobrazu V Komitetu Nauk Ogrodniczych Polskiej Akademii Nauk. Uczestniczył w radach naukowych Instytutu Urbanistyki i Architektury, Instytutu Hodowli i Aklimatyzacji Roślin, Państwowej Rady Ochrony Przyrody. Współpracował z Komisją Opieki nad Cmentarzami i Kwaterami Wojennymi, gdzie pełnił funkcję eksperta.

## Ordery i odznaczenia
- Order Sztandaru Pracy I klasy (1985)[5]
- Krzyż Komandorski z Gwiazdą Orderu Odrodzenia Polski (1989)[5]
- Order Sztandaru Pracy II klasy
- Krzyż Komandorski Orderu Odrodzenia Polski
- Krzyż Oficerski Orderu Odrodzenia Polski
- Krzyż Kawalerski Orderu Odrodzenia Polski (1961)[5]
- Złoty Krzyż Zasługi (28 września 1954)[1]
- Krzyż Partyzancki
- Medal Zwycięstwa i Wolności 1945
- Medal 40-lecia Polski Ludowej
- Medal 10-lecia Polski Ludowej (19 stycznia 1955)[6]
- Srebrny Medal „Za zasługi dla obronności Kraju”[5]
- Brązowy Medal „Za zasługi dla obronności Kraju”[5]
- Medal Komisji Edukacji Narodowej (1974)[5]
- Medal im. Bolesława Rumińskiego
- Złoty Medal za Rozwój Ogrodnictwa Polskiego
- Odznaka Zasłużony Nauczyciel PRL[2]
- Odznaka „Zasłużony Działacz Kultury”
- Odznaka „Zasłużony Pracownik Rolnictwa”
- Złota Odznaka honorowa „Za Zasługi dla Warszawy” (1961)[5]
- Złota Odznaka Honorowa NOT (1964)[5]
- Złota Odznaka za Zasługi dla SGGW (1985)[5]